# Begonia longiciliata
Espèce
Synonymes
- Begonia rex Putz. (préféré par BioLib)[2]
- Begonia rex Putz. (préféré par GRIN)[3]
- Platycentrum rex (Putz.) Seem.[4] [2]

Begonia longiciliata est une espèce de plantes de la famille des Begoniaceae.
Elle a été décrite en 1995 par Cheng Yih Wu. L'épithète spécifique longiciliata est formée du préfixe latin longi- (long) et de ciliata (pourvu de cils ou de petits poils) et signifie « à longs cils ». Cette espèce est fréquemment considérée par les taxonomistes comme un synonyme de Begonia rex.